# Euryomia oberthuri
Euryomia oberthuri är en skalbaggsart som beskrevs av Leon Fairmaire 1893. Euryomia oberthuri ingår i släktet Euryomia och familjen Cetoniidae. Inga underarter finns listade i Catalogue of Life.